# قالی مهاباد
قالی مهاباد گونه‌ای قالی ایرانی است که در شهرستان مهاباد بافت و تولید می‌شود. سالانه ۴ هزار مترمربع فرش در مهاباد بافته می‌شود و ۱۵۰۰ نفر در این حوزه مشغول به کار هستند.